# Lamposaari (ö i Södra Savolax, Nyslott, lat 62,52, long 28,63)
Lamposaari är en ö i Finland. Den ligger i sjön Varisvesi och i kommunen Heinävesi i den ekonomiska regionen  Nyslotts ekonomiska region  och landskapet Södra Savolax, i den sydöstra delen av landet, 300 km nordost om huvudstaden Helsingfors. Öns area är 10,1 hektar och dess största längd är 0,6 kilometer i sydöst-nordvästlig riktning.